# Adam Epler

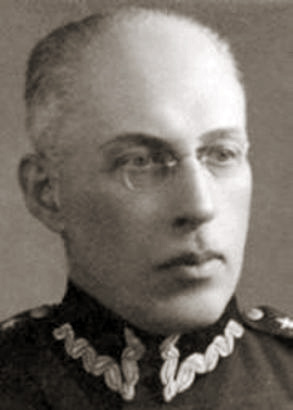
Adam Epler (1938)

Adam Jozef Aleksander Epler (* 1. Dezember 1891 in Lemberg, Österreich Galizien; † 24. Oktober 1965 in London) war Artillerieoberst der polnischen Armee, der posthum zum Brigadegeneral befördert wurde. Er war verheiratet mit Zofia geb. Murczynska und hatte einen Sohn, Zbigniew (1919 geboren).

## Leben
Epler wuchs in einer wohlhabenden Familie auf, die 1783 aus Oberdigisheim in Schwaben nach Galizien ausgewandert war. Sein Vater Karl Eduard war Eisenbahningenieur und stellvertretender Bürgermeister der Stadt Lemberg. Die Eltern wurden gemeinsam mit den Großeltern auf dem Prominentenfriedhof Lyczakowski in Lemberg beerdigt. Adam Epler schloss seine schulische Ausbildung am Jesuitenkolleg in Chyriw 1909 ab und nahm ein Studium an der Universität Lemberg auf.
Im Jahr 1912 wurde Epler zur österreichischen Armee eingezogen. Er diente in der XI. Artilleriebrigade und schloss die Schule für Reserveoffiziere ab. Am 1. Mai 1915 wurde er zum Leutnant befördert und kämpfte im Ersten Weltkrieg an der italienischen Front. 1918 schloss er einen Offizierslehrgang der Artillerie in Trient ab.
Nach dem Zusammenbruch von Österreich-Ungarn kehrte Epler in das zuvor österreichische Galizien zurück und wurde Teil der neugegründeten polnischen Armee. Mitte November 1918 wurde er Kommandant einer Artilleriebatterie des 1. Krakauer Feldartillerieregiments. In diesem Regiment kämpfte er im polnisch-ukrainischen Krieg und im polnisch-sowjetischen Krieg. Im Jahr 1920 wurde in das 3. Feldartillerieregiment versetzt.
Nach dem polnisch-sowjetischen Krieg durchlief Epler einen militärischen Ausbildungskurs in Thorn und wurde danach zum Major befördert. Von 1922 bis 1929 diente er als Artillerieoffizier in der Kaserne von Zamosc, wo die 3. Infanterie-Division stationiert war.
Am 4. Dezember 1929 wurde Epler zum Kommandanten des 28. Feldartillerieregiments in Zajezierze bei Dęblin ernannt. Dort blieb er bis Oktober 1935. Vom Oktober 1935 bis zur Invasion Polens durch die Deutschen diente er in der 20. Infanteriedivision in Baranowicze.
Anfang September 1939 übernahm Epler das Kommando der Reserveeinheiten der 20. Infanteriedivision in Slonim. Innerhalb weniger Tage baute er die sogenannte Kobryn-Gruppe auf, die die Stärke einer regulären Infanteriedivision hatte. Seine Einheit wurde umbenannt in die 60. Infanteriedivision. Sie schloss sich der „Unabhängigen Operationsgruppe Polesien“ von General Franciszek Kleeberg an und kämpfte in den letzten Schlachten des Überfalls auf Polen, einschließlich der Schlacht bei Kock.
Am 6. Oktober 1939 nahmen die Deutschen Epler gefangen. Sie ließen ihm seinen Offizierssäbel und brachten ihn erst in das Lager Deblin, später nach Radom. Eine Gruppe Pfadfinder half ihm zu entkommen, und er floh nach Krakau. Dort schloss er sich unter dem Pseudonym Kobylanski der Untergrundorganisation Weißer Adler an. Um einer Verhaftung zu entgehen, entschloss er sich, nach Ungarn zu fliehen. Im Dezember 1940 erreichte er Ägypten, und nach dem Krieg ließ er sich in London nieder, wo er am 24. Oktober 1965 starb.
Epler verfasste ein Buch mit dem Titel Der letzte polnische Soldat des Feldzugs von 1939, das 1942 in Tel Aviv veröffentlicht wurde. 1989 gab es eine Neuauflage in Polen. Am 28. Oktober 1994 verlieh ihm Präsident Walesa posthum den Rang eines Brigadegenerals.

## Auszeichnungen
- Ritterkreuz des Ordens Virtuti Militari
- Offizier des Ordens Polonia Restituta
- Tapferkeitskreuz (4×)
- Verdienstkreuz der Republik Polen in Gold (am 10. November 1938)